# Nguyễn Đức Sơn (nhà thơ)
Nguyễn Đức Sơn (18 tháng 11 năm 1937 – 11 tháng 6 năm 2020) là nhà thơ quê gốc làng Thanh Lương, huyện Hương Trà,Thừa Thiên Huế, ông được giới văn nghệ yêu nước miền Nam trước năm 1975 gọi là một trong ba kỳ nhân của thời đó (hai người còn lại là Bùi Giáng và Phạm Công Thiện) 

## Sự nghiệp
Nhà thơ Nguyễn Đức Sơn sinh ngày 18 tháng 11 năm 1937 tại làng Dư Khánh, tỉnh Ninh Thuận 
Nguyễn Đức Sơn bắt đầu công việc viết của mình với bút hiệu Sao Trên Rừng. Ông được coi là một người có cá tính đặc biệt. Tuổi còn trẻ nhưng thơ đã chớm hoài nghi, đã thắc mắc về những câu hỏi đầy tính siêu hình.
Theo sự sắp xếp của làng văn miền Nam trước năm 1975, ngoài việc được gọi là một trong ba kỳ nhân của làng văn nghệ, ông còn được sắp xếp theo kiểu "thuần văn học hơn" là một trong tứ trụ thi ca của miền Nam, ba người còn lại là Bùi Giáng, Thanh Tâm Tuyền, Tô Thuỳ Yên.
Thi sĩ đã từng theo học tại Đại học Văn khoa Sài Gòn nhưng nửa chừng bỏ học. Trong lý lịch trích ngang trong tập thơ Những Bài Tình Đầu, ông viết: " Sống vô gia cư, chết vô địa táng..." và tuyên bố: "Nếu trường Đại học Văn khoa Sài Gòn sản sinh ra được một nhà văn nhà thơ nổi tiếng tôi xin chịu chặt đầu."
Ông ở nhiều nơi Phan Rang, Sài Gòn, Bình Dương-Thủ Dầu Một, Blao-Lâm Đồng và sinh sống bằng nghề dạy học.
Năm 1979, Ông cùng gia đình mình rời bỏ chốn phồn hoa đô thị chuyển lên ngọn núi Phương Bối, Lâm Đồng để... sống một cuộc sống thanh tịnh.
Hiện ông sống tại Phương Bối, Bảo Lộc, Lâm Đồng, Ông nổi tiếng là lão thi sĩ vạn thông (vì ông trồng một vạn cây thông) với biệt danh Sơn Núi .

## Tác phẩm
Các tác phẩm của ông ca ngợi tinh thần tự do, yêu đất nước. Một số tác phẩm tiêu biểu:Đã xuất bản 3 tập truyện ngắn Cát Bụi Mệt Mỏi (An Tiêm 1968), Cái Chuồng Khỉ (An Tiêm 1969), Xóm Chuồng Ngựa (An Tiêm 1971) và tập Ngồi Đợi Ngoài Hành Lang chưa in. Thơ: Bọt Nước (Mặt Đất 1966), Hoa Cô Độc (Mặt Đất 1965), Lời ru (Mặt Đất 1966), Đêm Nguyệt Động (An Tiêm 1967), Mộng Du Trên Đỉnh Mùa Xuân (An Tiêm 1972), hai tập cuối cùng là Tịnh Khẩu (An Tiêm 1973) và Du Sỹ Ca (An Tiêm 1973). 
- Bọt nước (thơ, 1965),
- Hoa cô độc (thơ, 1965),
- Lời ru (thơ, 1966),
- Đêm nguyệt động (thơ, 1967),
- Cát Bụi Mệt Mỏi (truyện ngắn, 1968),
- Cái chuồng khỉ (truyện ngắn, 1969),
- Xóm chuồng ngựa (truyện ngắn, 1971),
- Tịnh khẩu (1973) [2].

## Nhà thơ "dị nhân"
- "...Khi Chế Lan Viên muốn tỏ ra ngông, ông đòi cởi truồng để tắm trăng; còn Nguyễn Đức Sơn thì lại lăn cù trên bờ biển, rồi ngủ quên trên bờ biển, nửa khuya bị mưa ướt, thức dậy tự hỏi mình: "đã đời chưa con?"_(Trích "Văn học miền Nam" của Võ Phiến.)[3]

## Đánh giá
- "Nhà thơ Nguyễn Đức Sơn, một trong bốn quái kiệt của làng thơ văn miền Nam trước năm 1975 (cùng với Bùi Giáng, Thế Phong và Phạm Công Thiện) là những con người vừa tài năng và vừa lập dị."_ Báo Tiền Phong [3].
- " Nguyễn Đức Sơn như một con tê giác cứ húc bừa húc bãi bề phía trước như có một ngọn lửa đốt thâm tâm. Ông lao về những đích đến nhiều khi không định hướng bởi sự thôi thúc nào đó. Với người, ông cáu kỉnh gây sự, không lý gì đến bạn mà cũng chẳng ngại ngùng gì với thù, nói và viết theo ý riêng mình kiểu của một kẻ quen sống đơn độc trong cách ăn nói cư xử có sự nghiệt ngã phê phán quá đáng. Nhưng với thiên nhiên thì mở lòng ra, thoải mái rất thong dong ở những vùng biển vùng núi của những quá khứ của cuộc sống đã qua của những mơ ước đã có, đã hằng hiện hữu…"_Nhà văn Bửu Ý[6].

## Câu nói
" Đố ai không bảo tôi tục tĩu dâm dục bởi vì quả thật tôi có tục tĩu, dâm dục! Đó mới là chỗ chết, là cửa tử cho bao nhiêu bài thơ tức thở kia vì trót đụng tới Càn Khôn Tịch Mịch " .
" Tôi viết vì bị thúc đẩy bởi một lực ở đằng sau và được thu hút bởi một lực ở phía trước. Đó là những ma lực làm tôi cảm khoái huyền diệu xa xăm. Thứ cảm khoái này kéo dài được chứ không ngắn như nhục cảm. Viết được một đoạn hay tôi đi lên đi xuống thưởng thức và khoái chí. Nên tôi nghĩ rằng sáng tác cho mình trước hết. "_ Trả lời trong bài phỏng vấn của tạp chí Bách Khoa.

## Gia đình
Năm 1967 Nguyễn Đức Sơn lấy bà Nguyễn Thị Phượng. Đám cưới ông bà được tổ chức tại chùa Tây Tạng, Thủ Dầu Một-Bình Dương
Nhà thơ Nguyễn Đức Sơn có chín người con. Người con thứ tư của ông là Nguyễn Đức Vân. Ông là người " nổi tiếng hơn cả", vì ông được cho là " người có gương mặt giống hệt... Tổng thống Mỹ Barack Obama.